# The Creatures
The Creatures [ðə ˈkɹiːt͡ʃəz] est un groupe de musique alternative, formé à Londres, en Angleterre en 1981 par la chanteuse Siouxsie Sioux et le percussionniste Budgie, deux membres de Siouxsie and the Banshees.
Le duo a enregistré quatre albums studio : Feast en 1983, Boomerang en 1989, Anima Animus en 1999, et Hái! en 2003.

## Biographie

### Wild Things(1981) etFeast(1983)
Leur musique met au début l'accent sur les percussions. Sur leurs premiers enregistrements, regroupés sur le CD A Bestiary of, le duo utilise des instruments inhabituels dans la pop comme le marimba. Leur premier EP, Wild Things parait en 1981. La chanson-titre est une reprise des Troggs et les autres morceaux sont des compositions du groupe. L'EP atteint la 24e place des charts de singles anglais et le duo joue Mad-Eyed Screamer à l'émission Top of the Pops.
Pour la sortie de leur premier album Feast en 1983 enregistré à Hawai incluant le hit-single Miss the Girl, le groupe apparaît la même semaine en couverture des deux principaux magazines anglais, le NME et le Melody Maker,,. Avec Feast, ils effectuent une incursion dans le genre exotica.

### Boomerang(1989) etAnima Animus(1998-2000)
En 1989, ils enregistrent Boomerang en Andalousie, avec une section de cuivres. Jeff Buckley reprendra plus tard sur scène Killing Time, un titre bluesy de cet album.
En 1999, après la séparation de leur principal groupe Siouxsie and the Banshees, les Creatures enregistrent un disque résolument plus urbain, Anima Animus. L'album rencontre un bon accueil critique et la chanteuse PJ Harvey le classe sur son site internet dans ses dix albums préférés de 1999. La compilation U.S. Retrace publié peu de temps après, inclut l'EP Eraser Cut publié en 1998 et des faces-B de la période Anima Animus dont l'atmosphérique All She Could Ask for, joué au début de chaque concert de la tournée de 1999.

### Hái!et séparation (2003–2005)
En 2003, ils sortent Hái! — exclamation japonaise signifiant « oui ! » —, un album enregistré en partie au Japon avec le percussionniste Leonard Eto : sa beauté classieuse est saluée par plusieurs magazines. Le mensuel français Magic le décrit comme « Beau et animé comme un jardin public de Hong-Kong ». Hái! permet au groupe de retrouver le son primitif de leur début, laissant à nouveau beaucoup d'espace dans leur musique.
En 2004, Siouxsie tourne pour la première fois en solo, mais toujours avec Budgie comme batteur et arrangeur musical. Un DVD live intitulé  Dreamshow documente leur dernier concert à Londres en octobre 2004 avec le Millennia Ensemble, comportant des titres des Creatures et des Banshees. Publié en août 2005, Dreamshow atteint la première place des classements DVD en Grande-Bretagne. Les Creatures se séparent en 2005. Siouxsie annonce publiquement en 2007 son divorce avec Budgie, puis sort en septembre l'album Mantaray.

## Discographie
- Wild Things (1981 EP 5 titres)
- Feast (1983)
- Boomerang (1989)
- A Bestiary of (1997 CD remasterisé compilant le EP Wild Things et l'album Feast)
- Anima Animus (1999)
- U.S. Retrace (2000 cd compilation regroupant le EP inédit Eraser Cut publié en juillet 1998 plus plusieurs B-sides sorties en 1999)
- Hái! (2003)